# La Madelaine-sous-Montreuil
La Madelaine-sous-Montreuil is een gemeente in het Franse departement Pas-de-Calais (regio Hauts-de-France) en telt 162 inwoners (2005). De plaats maakt deel uit van het arrondissement Montreuil.

## Geografie
De oppervlakte van La Madelaine-sous-Montreuil bedraagt 2,5 km², de bevolkingsdichtheid is 64,8 inwoners per km². De plaats ligt aan de Canche.
De onderstaande kaart toont de ligging van La Madelaine-sous-Montreuil met de belangrijkste infrastructuur en aangrenzende gemeenten.

## Demografie
Onderstaande figuur toont het verloop van het inwonertal (bron: INSEE-tellingen).
1. ↑  Populations de référence 2022.